# Федоришин Остап Васильович
Оста́п Васи́льович Федори́шин (3 січня 1946, Кнісело, Жидачівський район, Львівська область — 29 грудня 2017, Львів) — український режисер, заслужений діяч мистецтв України, депутат Львівської обласної ради V скликання, директор Львівського естрадного театру «Не журись».

## Життєпис
Навчався на факультеті журналістики Львівського державного університету ім. І.Франка, згодом — на економічному факультеті Львівського торговельно-економічного інституту. Член Спілки журналістів з 1969 року, член Спілки театральних діячів України — з 1989 року.
Журналіст, викладач філософії Львівського лісотехнічного інституту. Заслужений діяч мистецтв України (27 березня 2000). Автор ряду сценаріїв театру «Не журись», гуморесок та літературних пародій. Одружений, має двох дітей. Крім української, володів російською, польською та німецькою мовами.
Керував добродійним театрально-музичним товариством «Львівська арт-агенція Стася і Дзюньо».
Помер у Львові 29 грудня 2017 року після тривалої хвороби.

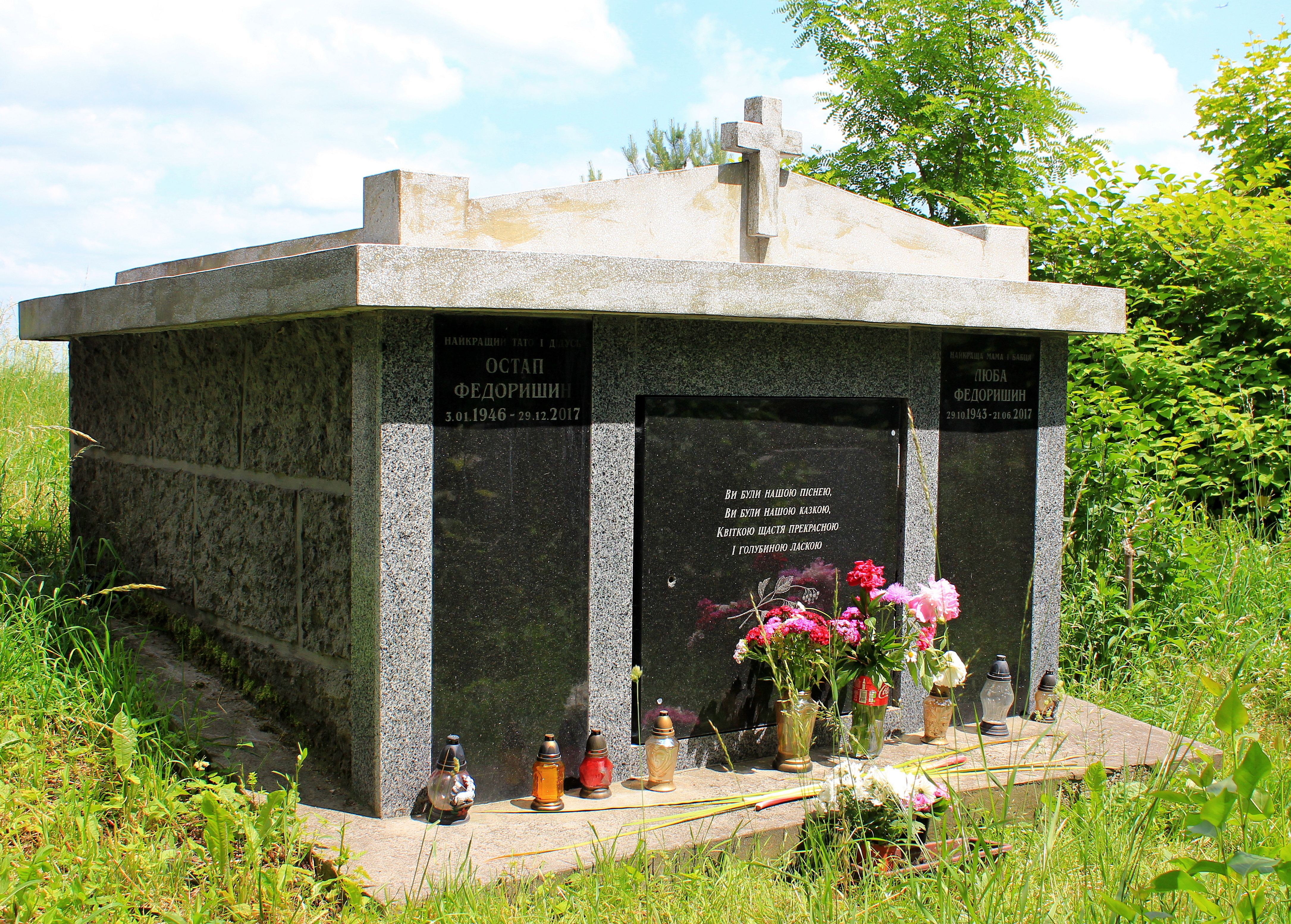

Похований у родинній гробниці на 35 полі Янівського цвинтаря.